# 中川亀三郎

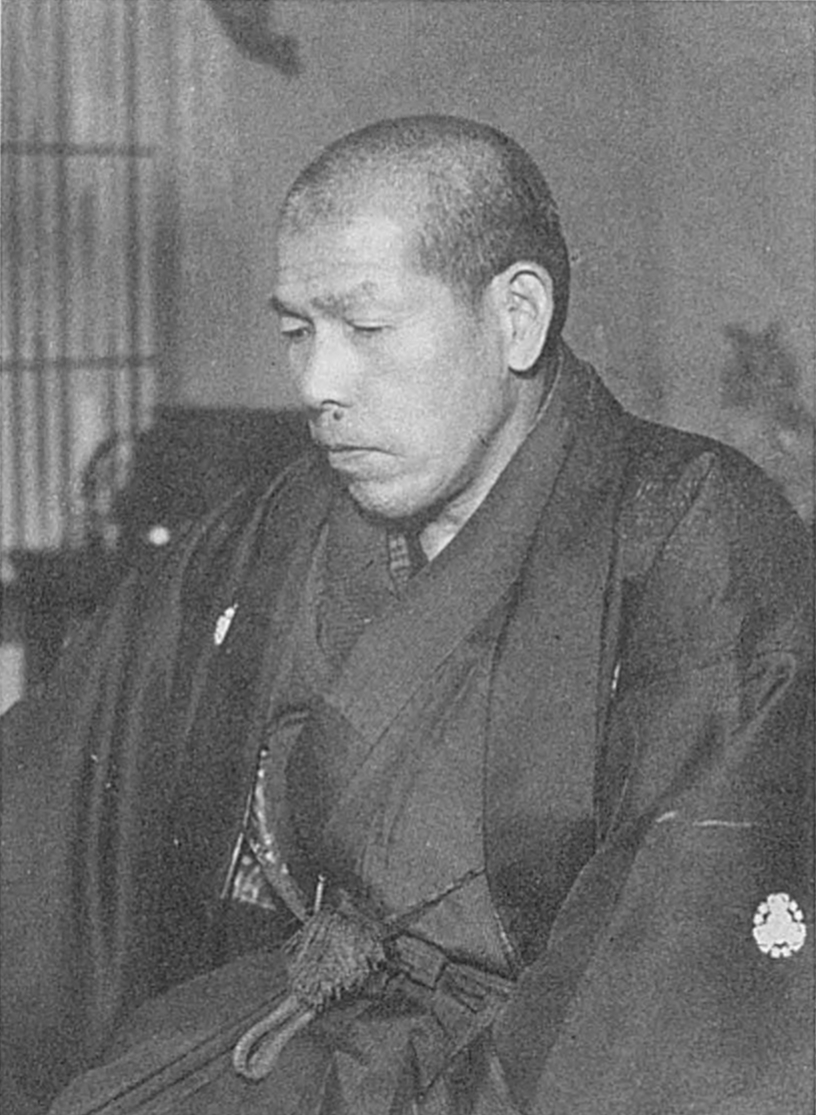
中川亀三郎

中川 亀三郎（なかがわ かめさぶろう、1837年〈天保8年〉 - 1903年〈明治36年〉10月13日）は、囲碁の棋士。江戸（東京）生まれ、本因坊丈和の三男で、幼名は葛野長三郎、本因坊秀和門下。明治になって幕府による家元制が崩壊した後、村瀬秀甫（後の本因坊秀甫）らと最初の囲碁結社である方円社を設立し、秀甫没後は2代目方円社社長となる。八段準名人。
2代目中川亀三郎（石井千治の項で記述）と区別して初代中川亀三郎とも言う。

## 経歴
武蔵国・江戸上野車坂下に生まれる。長兄は水谷順策（後の十二世井上節山因碩）、姉の花子は本因坊秀策妻となる。姓の中川は叔父の家を相続したもの。11歳で本因坊秀和に入門。16歳で初段。安政4年の本因坊秀策の因島帰郷に同道。26歳で五段、29歳で六段。維新後の明治2年（1969年）、本因坊跡目秀悦、林秀栄（後の本因坊秀栄）、安井算英、小林鉄次郎、吉田半十郎らを自宅に招いて例会（六人会）を始める。明治6年（1873年）、小林鉄次郎と十番碁。明治9年（1876年）、林秀栄と十番碁。明治11年（1878年）、郵便報知新聞に初めて囲碁の棋譜として中川-高橋杵三郎戦が掲載される。
明治12年（1879年）4月、 秀甫、小林鉄次郎、高橋周徳らと研究会方円社を作り、副社長となる。秀和の死後は黙許七段とされていたが、明治14年（1881年）に方円社として正式に、秀甫の八段昇段とともに七段昇段。しかしこの後の対局で、秀甫に敗れて先二に打込まれる。ただし秀甫は2子局は打たなかったという。この年から置かれた方円社の常置指南役の一人を務める。明治16年（1883年）に方円社が段位制から級位制に移行した際には、秀甫の2級に次ぐ3級とされる。
明治19年（1886年）に本因坊秀栄が本因坊を秀甫に譲るが、同年秀甫が没し、秀栄との間で本因坊継承のための争碁を申し込まれたが、これを辞して2代目方円社社長となる。この後は後進の指導に尽力した。明治22年（1889年）、今井金江茂と十番碁。明治32年（1899年）に社長を引退し、巌崎健造が3代目社長となる。同年八段準名人に推される。この後に打った田村保寿（後の本因坊秀哉）との碁が絶局となった（田村先番2目勝）。
明治36年（1903年）死去。門下に雁金準一。内弟子でもあった雁金を娘婿に迎える意志があったというが、成らなかった。遺言により石井千次を中川家後継ぎとした。棋風は、若い頃は非力であったが、25、6歳頃から手の付けられない腕力家になり、秀策が乗り移ったとも、父丈和に似てきたとも言われた。

## 著作
- 『囲碁大鑑』上・下、日昌館、1893年（小林鉄次郎、 巌埼健造と共著）
- 『囲碁段級人名録』方円社、1894年